# Caisse générale du commerce et de l'industrie
La Caisse générale du commerce et de l'industrie est une ancienne banque française, créée en 1836 par Jacques Laffitte, auparavant gouverneur de la Banque de France et président du Conseil de Louis-Philippe Ier.

## Histoire

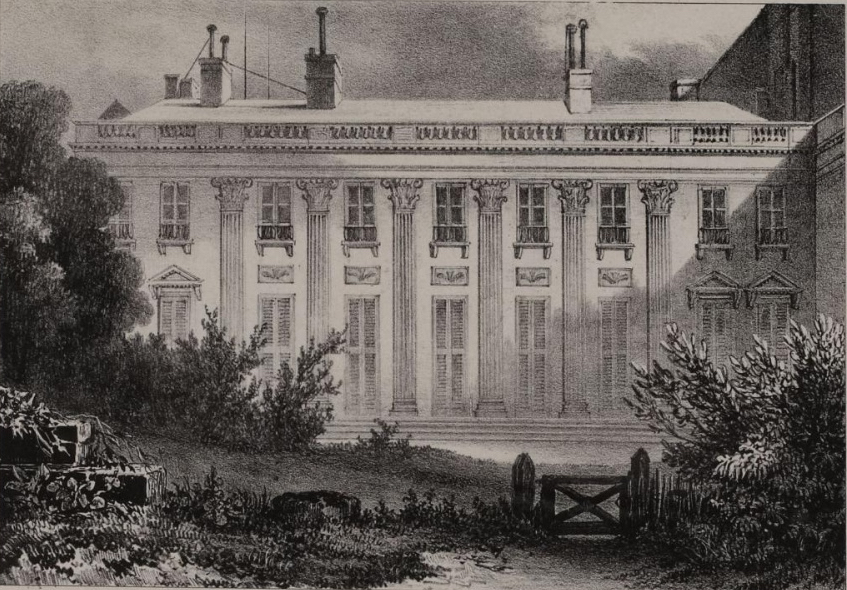
L'hôtel Laffitte, siège de la Caisse générale du commerce et de l'industrie.

Le banquier Jacques Laffitte, qui avait trois décennies plus tôt fait son apprentissage dans les bureaux du banquier Jean-Frédéric Perregaux, et repris en 1808 la Banque Perregaux devenue Banque Laffitte, subissait depuis 1830 des revers de fortune. Sa liquidation terminée en 1836, il réussit à créer une nouvelle banque d'affaires au capital de 55 millions grâce au système de la commandite, la Caisse générale du commerce et de l'industrie J. Laffitte et Cie, avec comme co-associés gérants l'un de ses frères, Martin Laffitte, et Adolphe Lebaudy. Son siège est à l'hôtel Laffitte.
« Nous avons donc besoin d'associations assez fortes et d'une organisation assez intelligente, pour seconder l'industrie et le commerce dans les temps prospères, et pour leur venir en aide dans les temps difficiles. Les banques publiques ont, jusqu'à ce jour, rendu moins de services qu'elles n'en promettent, ce qui est dû à la méticuleuse réserve des formes qui leur sont imposées; les banques privées, n'étant que des spéculations individuelles, sont dépourvues de cette puissance que donne la mutualité des intérêts, entre elles et le public industriel ; et, bien qu'elles influent sur la marche des affaires commerciales, elles ne présentent pas de garanties de contrôle et de publicité. Ce sont ces considérations qui m'ont inspiré la pensée de l'établissement que je réalise aujourd'hui. »
— Jacques Laffitte (15 juin 1837).
La Caisse générale du commerce et de l'industrie fut l'une des premières banques françaises - et alors la plus importante - pour le crédit à long terme aux entreprises. Elle appuie notamment le développement ferroviaire et métallurgique. L'entreprise, destinée à financer le développement industriel, prototype des banques d'affaires qui prirent leur essor dans la seconde moitié du XIXe siècle, n'eut pas le succès au préalable escompté. Dans ces mémoire, Laffitte reconnait implicitement cet échec : « Si je ne suis pas parvenu à former un grand établissement de crédit comme je l’aurais voulu, j’ai formé au moins une grande maison de banque qui sera utile au commerce et à ma famille. »
La Caisse générale possède des succursales en province.

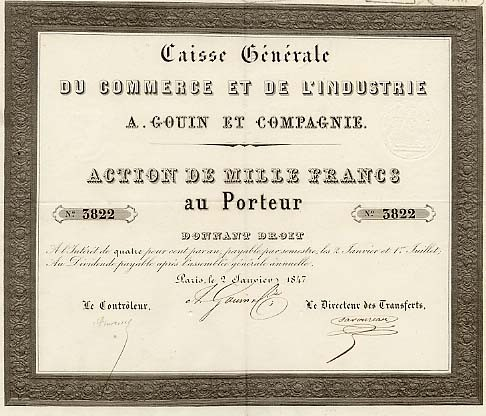
Action de la Caisse générale du commerce et de l'industrie A. Goüin et Compagnie.

Au décès de Laffitte, Alexandre Goüin la reprend, sous la raison sociale Caisse générale du commerce et de l'industrie A. Goüin et Cie, avec Adolphe Lebaudy et Jean-Philippe Roussac (neveu de Laffitte) comme co-associés gérants.  À sa reprise, Goüin trouve 1,6 million de pertes accumulées, absorbant le bénéfice de l'année 1844 et les réserves de la banque, et opère une liquidation partielle de la Caisse, l'établissement ayant pris part précédemment à de très mauvaises affaires.
La crise économique et politique de 1847-1848 conduit à la déclaration en faillite et liquidation par Goüin de la Caisse. Un concordat, conclu le 25 novembre 1848, est accepté par 90 % des créanciers, représentant près de 89 % du passif (39 millions sur 44 millions de francs). L'actif était frappé d'immobilisation, car au 31 décembre 1844 « la succession de Jacques Laffitte restait débitrice de plus de cinq millions de francs » sur le capital nominal de 11 millions de la Caisse. Si la gestion des affaires par Goüin se fit avec prudence, celle de Lebaudy aggrave la situation de 4 200 000 francs pour avances faites à lui-même par la société, sur des garanties qui ne représentaient pas plus d'1,5 million de francs.
Elle est liquidée par le banquier Henry Goüin (Goüin frères), le manufacturier André Koechlin et l'avocat Paul Duval-Vaucluse.
Déjà en 1827, Laffitte avait tenté de lancer une Société commanditaire du commerce et de l'industrie. Puis des saint-simoniens, parmi lesquels les jeunes frères Pereire, avaient formé le projet d'un nouveau « système des banques » pour que l'économie bénéficie plus largement des miracles du crédit. Mais c'est seulement sous le Second Empire que s'affirme le rôle des banques en sociétés anonymes par actions, avec en 1850 la Caisses des actions réunies puis en 1852 le Crédit mobilier et surtout le Crédit foncier, qui va financer la transformation des grandes villes, en particulier de Paris, mais ne sera pas le promoteur du crédit l'agriculture espéré, la chronologie des banques en Europe montrant un réveil assez tardif en France.

### Sources
- Jacques Laffitte, Caisse générale du commerce et de l'industrie : statuts et constitution définitive, 1837 (Google books)
- Albert Broder, L'Économie française au XIXe siècle, 1993 (Google books)
- Monbrion, Dictionnaire universel du commerce, de la banque et des manufactures, 1850